# 大山峻護
大山 峻護（おおやま しゅんご、1974年4月11日 - ）は、日本の男性元総合格闘家。現在は企業や学校を訪問しトレーニング指導や講演を行っている。栃木県那須郡出身。初代ROAD FCミドル級王者。
妻は、アイドル歌手の河田純子。妹は、ミュージカル女優（劇団四季）からシャンソン歌手兼ヨガインストラクターに転じた大山奈緒

## 来歴
5歳から柔道を始め、中学2年で講道学舎に入った。同じく総合格闘家の吉田善行のほか、瀧本誠、小斎武志らと同期。当時の講道学舎生徒は、世田谷区立弦巻中学校・世田谷学園高等学校に通っており、大山も同様であった。作新学院高等学校を卒業。
国際武道大学に進学し、卒業後、プロデビューまでは柔道選手として京葉ガスに所属。1998年8月、第28回全日本実業柔道個人選手権大会・男子81kg級優勝などの実績を残す。サンボでは全日本サンボ選手権を4度制した。
2000年3月のアブダビコンバット出場・同年9月10日の第7回全日本アマチュア修斗選手権大会ライトヘビー級優勝などの実績を重ね、2001年2月24日にアメリカの総合格闘技大会「King of the Cage」でプロデビューを果たし、自身より30キロ以上重いマイク・ボークを開始17秒カウンターの右フックで倒しKO勝ちを収めた。

### PRIDE
2001年5月27日、PRIDE初出場となったPRIDE.14でヴァンダレイ・シウバと対戦するも、スタンドパンチ連打でTKO負け。
2001年7月29日、PRIDE.15でヴァリッジ・イズマイウと対戦するも肩固めで失神し敗北した。直後に大山は右目の網膜剥離を発症した。
2002年6月23日、復帰戦となったPRIDE.21でヘンゾ・グレイシーと対戦し、判定勝ちを収める。同年9月29日のPRIDE.22でハイアン・グレイシーと対戦。腕ひしぎ十字固めで一本負け、右腕肘関節脱臼骨折に追い込まれた。
2003年3月6日、右腕の状態が不完全ながらも復帰戦を行ない、ダン・ヘンダーソンと対戦するもパウンドでKO負けした。さらに、大山はこの試合の直後に左目の網膜剥離を発症した。
2004年7月19日、1年4か月ぶりの復帰戦となったPRIDE 武士道 -其の四-でミルコ・クロコップと対戦したが、開始1分パンチラッシュでKO負け。大山はこの試合を最後にPRIDEを離れることになった。

### HERO'S
K-1と契約し、2004年11月20日にハワイの総合格闘技大会Rumble on the Rockでショーン・オヘアと対戦し、開始30秒でKO負け。
2005年3月6日のHERO'S旗揚げ戦でヴァレンタイン・オーフレイムにアンクルホールドで一本勝ち。
同年9月7日のサム・グレコ戦ではKO負けを喫するが、12月31日のK-1 PREMIUM 2005 Dynamite!!ではピーター・アーツにヒールホールドで一本勝ち。
2006年3月15日、HERO'Sでメルヴィン・マヌーフと対戦し、左瞼カットによるドクターストップでTKO負け。
2006年8月15日、HERO'Sライトヘビー級（-85kg）トーナメント準々決勝でホドリゴ・グレイシーと対戦し、判定勝ち。2度目のグレイシー狩りとなった。
2006年10月9日、HERO'Sライトヘビー級トーナメント準決勝でメルヴィン・マヌーフと再戦するも、パンチの連打を受けKO負け。雪辱を果たすことはできなかった。
2007年3月3日から始まった舞台『双頭の鷲』（演出：美輪明宏）で俳優デビューを果たした。
2007年10月28日、HERO'S KOREA 2007でカーロス・ニュートンと対戦。パウンドでタップアウト勝ち。

### DREAM
2008年4月29日、DREAM.2のミドル級グランプリ1回戦でユン・ドンシクと対戦し、判定負け。
2009年4月5日、DREAM.8でアンドリュース・ナカハラと対戦し、右フックでダウンしたところにパウンドで追撃されTKO負けを喫した。ドクターストップにより欠場となったゼルグ・"弁慶"・ガレシックの代役としての出場となった。
2010年1月30日、日本初開催となったKing of the Cageでマイク・ワイマーと対戦し、ヒールホールドで一本勝ち。
2010年9月16日、シンガポールで開催されたMartial Combat 10のMartial Combatライトヘビー級王座決定戦でブライアン・ガサウェイと対戦。左フックでガサウェイをぐらつかせるとそのままがぶると横三角絞めで絞め落とし一本勝ちを収め王座獲得に成功した。当初、ガサウェイと対戦予定であった高瀬大樹が内転筋挫傷での欠場による代理出場となり、高瀬はセコンドについた。試合後にケージ内で河田にプロポーズし、9月22日に結婚した。
2011年9月4日、初出場となったパンクラスでソン・ギュソクと対戦し、開始11秒、右フックによるKO勝ち。当初はパク・ジョンギョと対戦予定であったが、対戦相手が変更となった。

### ROAD FC
2011年12月3日、韓国の団体ROAD FCの初代ミドル級王座決定トーナメント1回戦でデニス・カーンと対戦。先にダウンを奪われたものの、そこから盛り返し膝蹴り連打でカーンを失神させTKO勝ち。
2012年2月5日、ミドル級王座決定トーナメント準決勝でキム・ジョンデに一本勝ちし、続く決勝戦ではソン・ヘソックにTKO勝ちを収めROAD FC初となる日本人の王座獲得に成功した。
2012年11月24日、ROAD FC 10で行われたROAD FCミドル級タイトルマッチで挑戦者のイ・ウンスと対戦し、KO負けで王座陥落した。
2014年12月6日、引退試合となったパンクラスで桜木裕司と対戦し、タオル投入によるTKO負けを喫した。

### 引退後
現役引退後、フィットネスと格闘技を融合した研修プログラム『ファイトネス』を運営している。2020年には一般社団法人『You-Do協会』を設立、アスリートと障がいを持つ子供をつなげるイベントを開催している。

## 人物・エピソード
- 実直な性格であり、涙もろい「泣きキャラ」の一面を持つ（試合に勝つと歓喜の余り号泣し、敗れると悔しさの余り号泣する）。
- 座右の銘は、"ALL INTO POWER"（「すべてを力に」）。

## 戦績
| 総合格闘技 戦績 | 総合格闘技 戦績 | 総合格闘技 戦績 | 総合格闘技 戦績 | 総合格闘技 戦績 | 総合格闘技 戦績 | 総合格闘技 戦績 |
| --------------- | --------------- | --------------- | --------------- | --------------- | --------------- | --------------- |
| 33 試合         | (T)KO           | 一本            | 判定            | その他          | 引き分け        | 無効試合        |
| 14 勝           | 3               | 9               | 2               | 0               | 0               | 0               |
| 19 敗           | 15              | 3               | 1               | 0               | 0               | 0               |

| 勝敗 | 対戦相手                     | 試合結果                            | 大会名 | 開催年月日     |
| ×    | 桜木裕司                     | 2R 1:03 TKO（タオル投入）           | PANCRASE 263                                                                                                  | 2014年12月6日  |
| ×    | 一慶                         | 2R 1:01 KO（右フック）              | PANCRASE 260                                                                                                  | 2014年8月10日  |
| ○    | 孔韓冬                       | 1R 3:26 ヒールホールド              | PANCRASE 257                                                                                                  | 2014年3月30日  |
| ×    | ジョーダン・カリー           | 1R終了時 TKO（肩固め）              | PANCRASE 252                                                                                                  | 2013年9月29日  |
| ×    | イ・ウンス                   | 1R 2:48 KO（スタンドパンチ連打）    | ROAD FC 10: Monson vs. Kang 【ROAD FCミドル級タイトルマッチ】                                                 | 2012年11月24日 |
| ×    | アシフ・タギエフ             | 1R 4:44 TKO（跳び膝蹴り→パウンド）  | RINGS vol.2 〜CONQUISITO 探索〜                                                                               | 2012年9月23日  |
| ×    | 川村亮                       | 1R 4:19 TKO（サッカーボールキック） | PANCRASE 2012 PROGRESS TOUR                                                                                   | 2012年6月2日   |
| ○    | ソン・ヘソック               | 1R 2:19 ギブアップ（パウンド）      | ROAD FC 6: The Final Four 【ミドル級王座決定トーナメント 決勝】                                               | 2012年2月5日   |
| ○    | キム・ジョンデ               | 1R 1:44 ヒールフック                | ROAD FC 6: The Final Four 【ミドル級王座決定トーナメント 準決勝】                                             | 2012年2月5日   |
| ○    | デニス・カーン               | 1R 3:40 TKO（膝蹴り）               | ROAD FC 5: Night of Champions 【ミドル級王座決定トーナメント 1回戦】                                          | 2011年12月3日  |
| ○    | ソン・ギュソク               | 1R 0:11 KO（右フック）              | PANCRASE 2011 IMPRESSIVE TOUR                                                                                 | 2011年9月4日   |
| ○    | ブライアン・ガサウェイ       | 1R 1:59 横三角絞め                  | Martial Combat 10 【Martial Combatライトヘビー級王座決定戦】                                                  | 2010年9月16日  |
| ×    | ビタリー・シュメトフ         | 1R 1:31 KO（パウンド）              | X-1: Nations Collide                                                                                          | 2010年6月4日   |
| ○    | マイク・ワイマー             | 1R 1:07 ヒールホールド              | King of the Cage in 沖縄 2010 登竜門                                                                          | 2010年1月30日  |
| ×    | アンドリュース・ナカハラ     | 1R 2:00 TKO（右フック→パウンド）    | DREAM.8 ウェルター級グランプリ2009 開幕戦                                                                     | 2009年4月5日   |
| ×    | ユン・ドンシク               | 2R（10分/5分）終了 判定0-3          | DREAM.2 ミドル級グランプリ2008 開幕戦 【ミドル級グランプリ 1回戦】                                            | 2008年4月29日  |
| ○    | カーロス・ニュートン         | 3R 2:42 ギブアップ（パウンド）      | HERO'S KOREA 2007                                                                                             | 2007年10月28日 |
| ×    | メルヴィン・マヌーフ         | 1R 1:04 KO（スタンドパンチ連打）    | HERO'S 2006 ミドル&ライトヘビー級世界最強王者決定トーナメント決勝戦 【ライトヘビー級トーナメント 準決勝】     | 2006年10月9日  |
| ○    | ホドリゴ・グレイシー         | 2R（10分/5分）終了 判定2-0          | HERO'S 2006 ミドル&ライトヘビー級世界最強王者決定トーナメント準々決勝 【ライトヘビー級トーナメント 準々決勝】 | 2006年8月5日   |
| ×    | メルヴィン・マヌーフ         | 1R 2:51 TKO（ドクターストップ）     | HERO'S 2006                                                                                                   | 2006年3月15日  |
| ○    | ピーター・アーツ             | 1R 0:30 ヒールホールド              | K-1 PREMIUM 2005 Dynamite!!                                                                                   | 2005年12月31日 |
| ○    | カク・ユンソブ               | 1R 1:14 アキレス腱固め              | HERO'S 2005 in SEOUL                                                                                          | 2005年11月5日  |
| ×    | サム・グレコ                 | 1R 2:37 KO（右膝蹴り）              | HERO'S 2005 ミドル級世界最強王者決定トーナメント準決勝                                                        | 2005年9月7日   |
| ○    | ヴァレンタイン・オーフレイム | 1R 1:28 アンクルホールド            | HERO'S | 2005年3月6日   |
| ×    | ショーン・オヘア             | 1R 0:31 TKO（パンチ連打）           | Rumble on the Rock 6                                                                                          | 2004年11月20日 |
| ×    | ミルコ・クロコップ           | 1R 1:00 KO（スタンドパンチ連打）    | PRIDE 武士道 -其の四-                                                                                         | 2004年7月19日  |
| ×    | ダン・ヘンダーソン           | 1R 3:27 KO（右フック→パウンド）     | PRIDE.25 | 2003年3月6日   |
| ×    | ハイアン・グレイシー         | 1R 1:37 腕ひしぎ十字固め            | PRIDE.22 | 2002年9月29日  |
| ○    | ヘンゾ・グレイシー           | 3R（10分/5分/5分）終了 判定3-0      | PRIDE.21 | 2002年6月23日  |
| ×    | ヴァリッジ・イズマイウ       | 2R 4:44 肩固め                      | PRIDE.15 | 2001年7月29日  |
| ×    | ヴァンダレイ・シウバ         | 1R 1:30 TKO（スタンドパンチ連打）   | PRIDE.14 | 2001年5月27日  |
| ×    | フィリップ・ミラー           | 2R 3:00 TKO（パウンド）             | KOTC 8: Bombs Away                                                                                            | 2001年4月29日  |
| ○    | マイク・ボーク               | 1R 0:17 KO（右ストレート）          | KOTC 7: Wet and Wild                                                                                          | 2001年2月24日  |

## 獲得タイトル
- 第28回全日本実業柔道個人選手権大会 男子81kg級 優勝（1998年）
- 第7回全日本アマチュア修斗選手権 ライトヘビー級 優勝（2000年）
- Martial Combatライトヘビー級王座（2010年）
- 初代ROAD FCミドル級王座（2012年）